# Flagge Jaliscos

Flagge Jaliscos
Seitenverhältnis 4:7

Die Flagge Jaliscos besteht aus einer senkrecht geteilten blau-gelben Bikolore. Mittig ist das Wappen Jaliscos eingefügt.

## Geschichte
Nach dem Mexikanischen Unabhängigkeitskrieg schlug Prisciliano Sánchez, Gouverneur des mexikanischen Staates von 1825 bis 1826, eine Übergangsflagge für den Bundesstaat Jalisco vor, die aus drei horizontalen Streifen besteht.
Im Jahr 2001 kündigte Luis Havas Pläne zur Gestaltung einer Flagge für den mexikanischen Bundesstaat Jalisco an. Er schlug die alte Flagge von Manuel Rodríguez vor, bestehend aus zwei blauen Streifen und einem goldenen Streifen mit dem Staatswappen in der Mitte; sie ähnelte der Flagge Neugaliziens bzw. der Quartiermeister von Guadalajara. Im Februar 2008 wurde eine solche Flagge angenommen, die am 7. Mai 2011 durch die aktuelle ersetzt wurde.

### Historische Flaggen

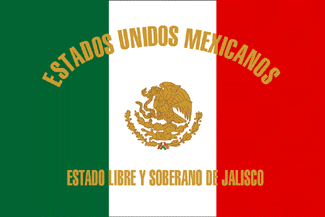
Flagge Jaliscos (1972–1998)
Flagge Jaliscos (1998–2008)
Flagge Jaliscos (2008–2011)